# Yadegar Asisi
Yadegar Asisi, właściwie Yadegar Asisi Namini (ur. 8 kwietnia 1955 w Wiedniu) – niemiecki artysta, architekt i były profesor uniwersytecki.

## Życiorys
Asisi jest synem perskich rodziców. Matka wraz z czwórką starszego rodzeństwa uciekła z Iranu do Europy. Jego ojciec był jednym z dwudziestu komunistycznych oficerów zdradzonych i straconych przez szacha perskiego. Yadegar Asisi urodził się w Wiedniu. Dzieciństwo i lata szkolne spędził w Halle i Lipsku. W latach 1973–1978 studiował architekturę na Drezdeńskim Uniwersytecie Technicznym: studia ukończył z dyplomem inżyniera architekta. W 1978 roku został poproszony o opuszczenie NRD. Następnie studiował malarstwo na Uniwersytecie Sztuk Pięknych w Berlinie od 1978 do 1984. Następnie w latach 1987–1994 Asisi wykładał na tym uniwersytecie rysunek perspektywiczny. W 1991 roku był profesorem wizytującym na wydziale architektury. W latach 1996–2008 był profesorem wolnej reprezentacji na Wydziale Architektury Uniwersytetu Nauk Stosowanych Beuth w Berlinie.
Po zdobyciu kilku nagród w konkursach urbanistycznych, na początku lat 90. Asisi zwrócił się w stronę przedstawień panoramicznych. Od 2003 roku tworzy największe panoramy świata. Swoimi monumentalnymi obrazami panoramicznymi nawiązuje do wielkich panoram XIX wieku.

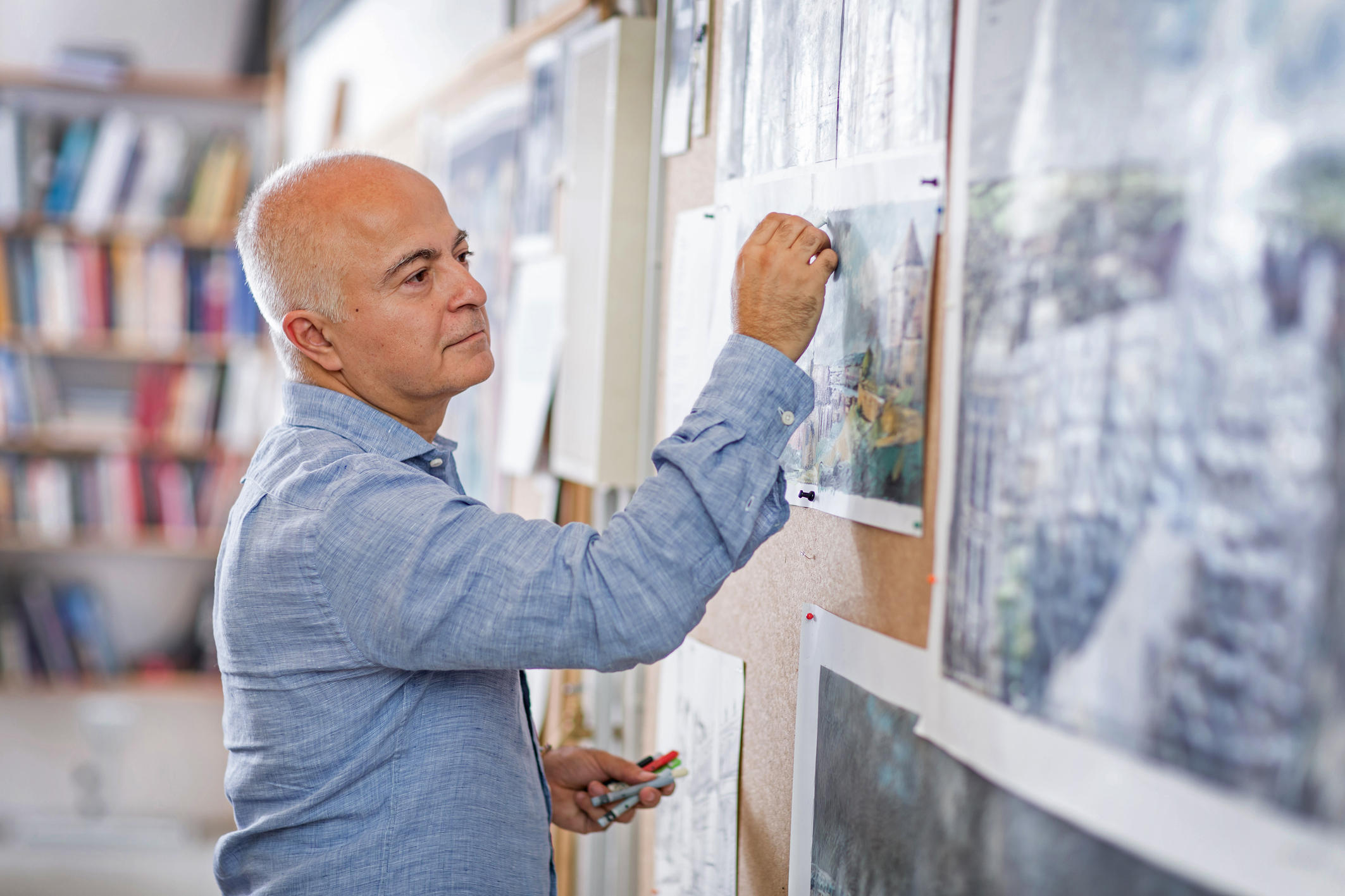
Yadegar Asisi w studiu

Asisi stworzył neologizm Panometr powstały z połączenia słów panorama i gazometr. Odnosi się do przebudowanego dawnego gazometru, który służy jako budynek wystawowy umożliwiający ekspozycję panoramy 360 stopni oraz miejsce wydarzeń specjalnych. Panometer Leipzig istnieje od 2003 roku, a Panometer Dresden od grudnia 2006 roku.
We wszystkich lokalizacjach wystawienniczych, wykreowanych przez Asisiego, można oglądać wielkoformatowe przedstawienia panoramiczne, z których największe mają ponad 100 metrów długości i około 30 metrów wysokości. Obraz o powierzchni około 3000 metrów kwadratowych składa się z pojedynczych paneli z poliestru i waży 750 kilogramów.
Asisi mieszka w Berlinie i ma swoje studio w Berlinie-Kreuzberg.

## Panoramy
Muzykę do poszczególnych ekspozycji panoram skomponował Eric Babak. Zdjęcia wszystkich panoram zrobiono z platform widokowych dla zwiedzających. Prawa autorskie do wszystkich zdjęć: asisi F&E GmbH.

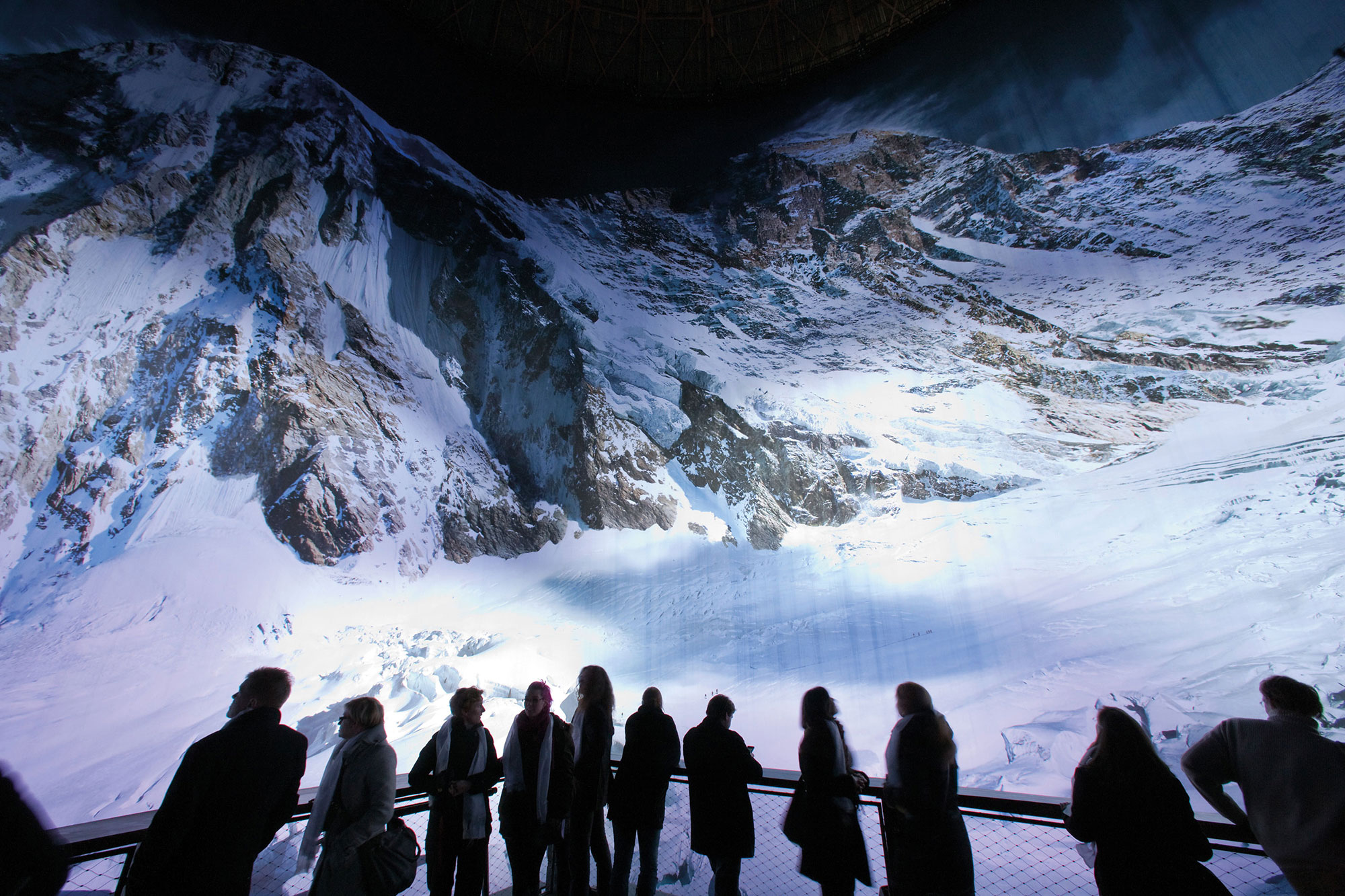
Panorama Everest

- 8848Everest360° była pierwszą gigantyczną panoramą artysty i była pokazywana w Panometer Leipzig(inne języki). W okresie od 2003 do początku 2005 roku. obejrzało ją około 450 000 odwiedzających. Panorama przedstawia najwyższą górę na ziemi wraz z otaczającymi ją 8000-metrowymi szczytami. Widzowie oglądają dzieło tak jakby znajdowali się w 6000-metrowej „Dolinie Ciszy”[4][5] w Himalajach, tj. w warunkach ostatniego obozu bazowego przed wspinaczką na szczyt Mount Everest. Panoramę ponownie udostępniono w Lipsku w 2012 i 2013 roku[6].

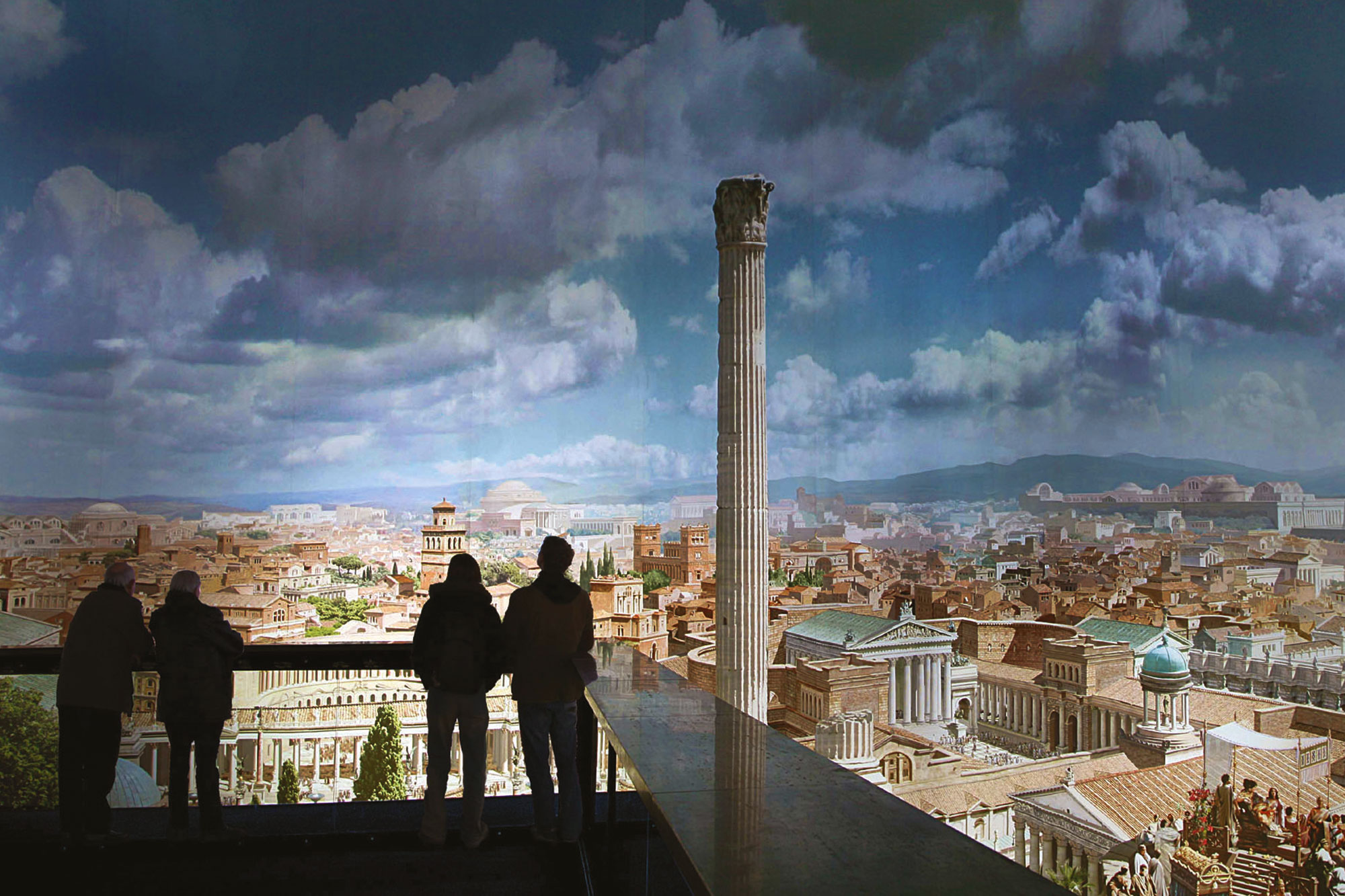
Panorama ROM 312

- ROM 312 (Rzym 312) po raz pierwszy pokazywano w Lipsku w latach 2005–2009, następnie w Dreźnie w latach 2011–2012 i od grudnia 2014 w Pforzheim i Rouen (Francja). W Pforzheim przebudowano zabytkowy gazometr, a nad Sekwaną w Rouen zbudowano specjalną rotundę. Tematem dzieła jest późno-antyczny Rzym z roku 312 p.n.e. w okresie świetności architektury, zawierający również triumfalny wjazd cesarza Konstantyna do milionowego miasta nad Tybrem w przełomowym momencie historii ludzkości[7][8].

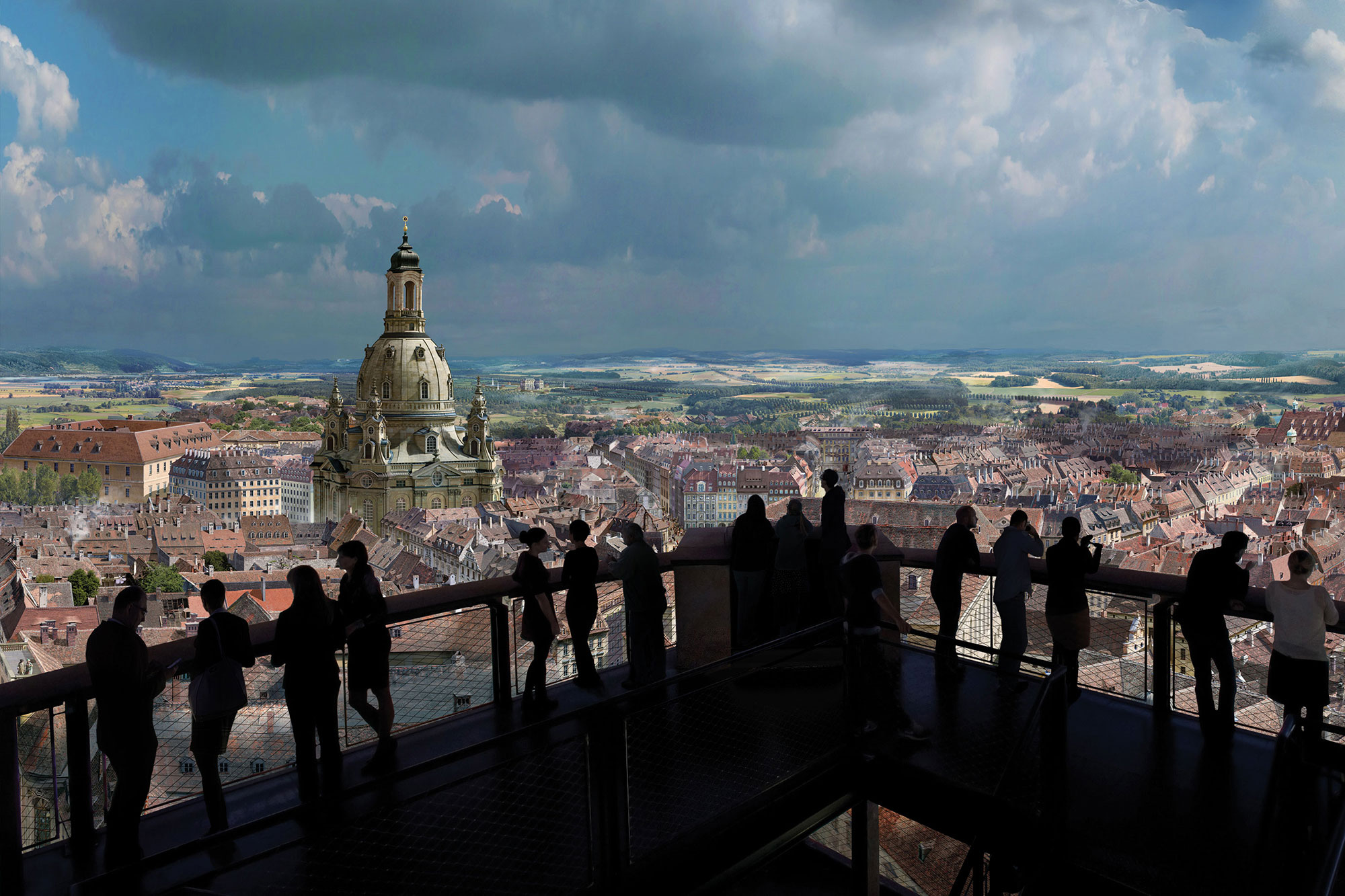
Panorama DRESDEN IM BAROCK

- DRESDEN IM BAROCK (Drezno w okresie baroku) na przemian z DRESDEN 1945 (Drezno 1945) przedstawia barokowe Drezno latem, jesienią i zimą itp. Asisi inspirował się twórczością Canaletta. Towarzysząca wystawa z instalacjami pokojowymi wprowadza zwiedzających w tematykę i historię drezdeńskiego baroku[9].
- Od 2015 roku Drezno 1945 ukazuje zniszczone miasto po bombardowaniach aliantów w lutym 1945 r., na przemian z Dreznem w okresie baroku w pierwszym kwartale roku[10]. Towarzyszące instalacje pokojowe wprowadzają zwiedzających w temat i historię współczesną od około 1900 do 1945 roku. W 2015 roku panoramę obejrzało prawie 165 000 zwiedzających[11][12].

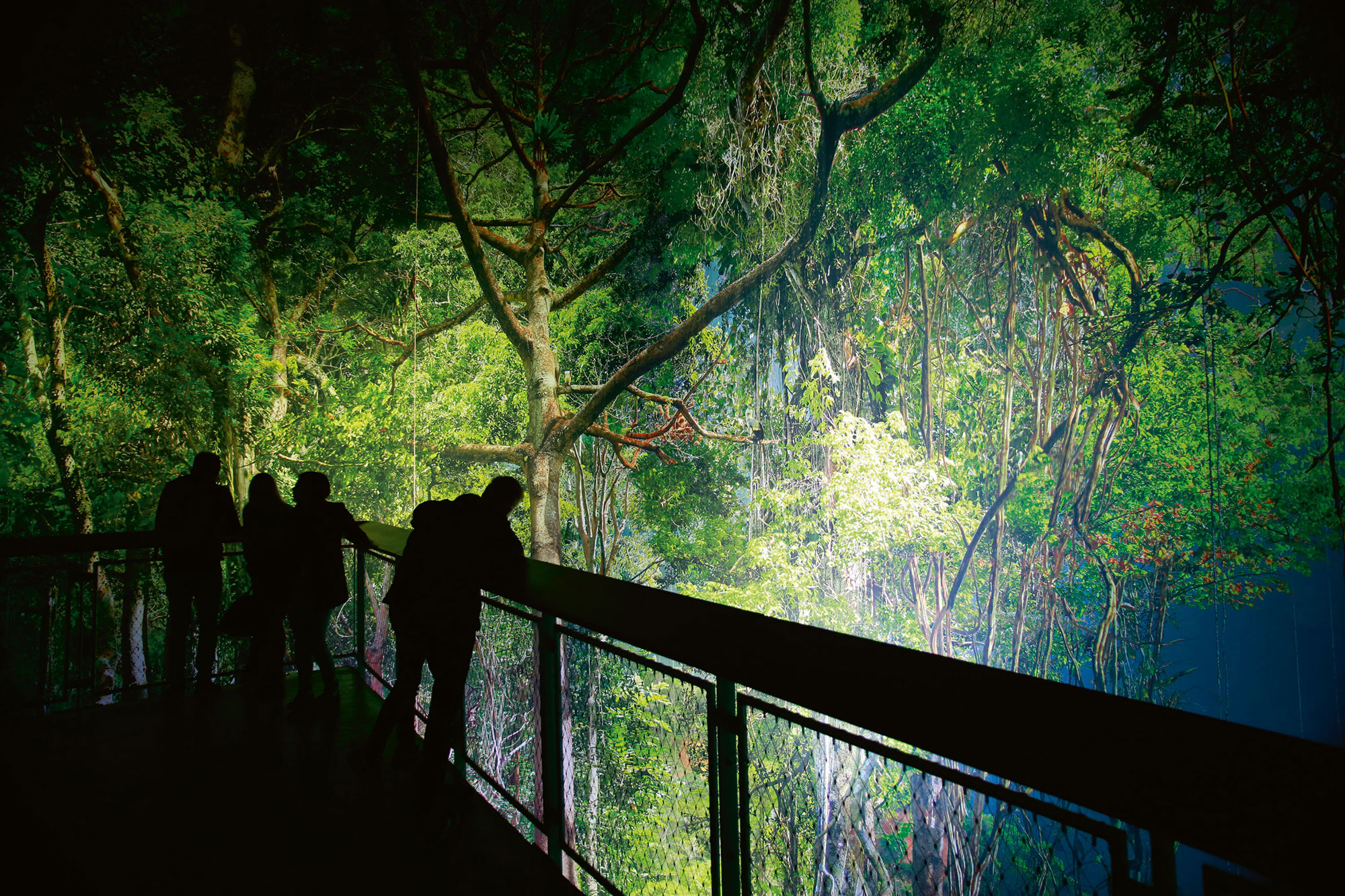
Panorama Amazonia

- Amazonia to panoramiczny obraz przedstawiający świat południowoamerykańskiego lasu deszczowego (dorzecze Amazonki) w panoramie 360° z ponad 3200 metrów kwadratowych powierzchni obrazu. Panoramę po raz pierwszy pokazano w Lipsku w latach 2009–2012, a także w Rouen w latach 2015–2016. Można ją było oglądać w Hanowerze od listopada 2017 do grudnia 2020. Panoramie towarzyszy wystawa poświęcona florze i faunie dorzecza Amazonki, dane i fakty dotyczące jej eksploracji oraz gigantyczny model komara[13][14].

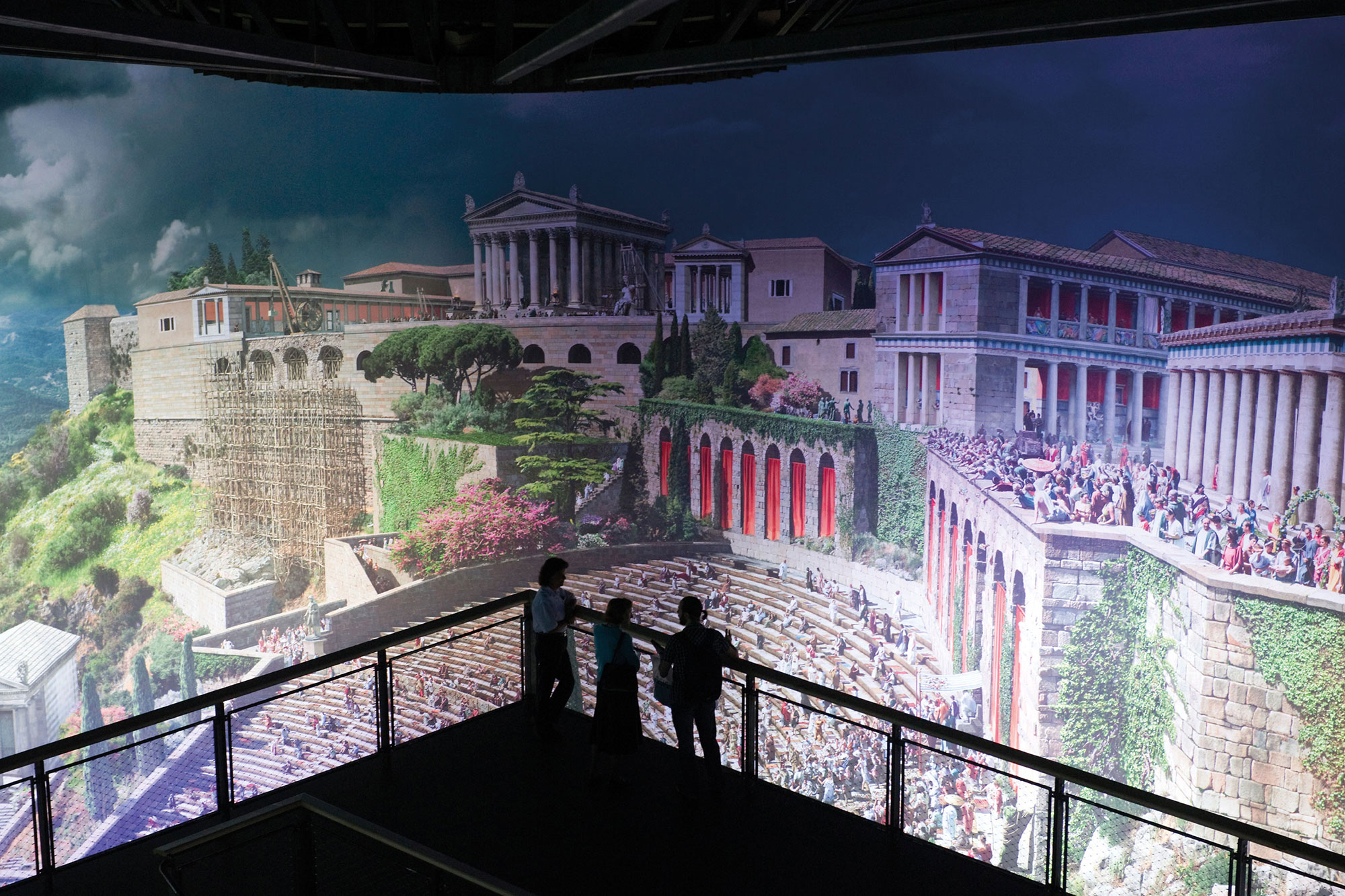
Panorama PERGAMON

- PERGAMON – Panorama starożytnej metropolii(inne języki) była przygotowana we współpracy ze Staatliche Museen zu Berlin i była prezentowana na dziedzińcu Muzeum Pergamońskiego na berlińskiej Wyspie Muzeów w Berlinie od 30 września 2011 do 30 września 2012. Wystawę odwiedziło ponad 1,5 miliona osób. Panorama przedstawia architekturę i otaczający krajobraz Pergamonu oraz życie w czasach rzymskich, za panowania cesarza Hadriana. Wystawa Pergamon – Panorama Starożytnej Metropolii towarzyszyła Panoramie i po raz pierwszy prezentowała liczne znaleziska z wykopalisk w Pergamonie. Od listopada 2018 w tymczasowym budynku Pergamonmuseum dokonano przeglądu panoramy i wraz z wystawą została udostępniona do zwiedzania do 2024[15]. Dla tej wersji Panoramy Pergamońskiej Asisi zaprojektował 40 nowych scen[16][17]. Panorama wraz z eksponatami z Państwowych Zbiorów Starożytności jest, od marca 2023, prezentowana w Gasometer Pforzheim(inne języki) w Badenii-Wirtembergii[18][19][20].

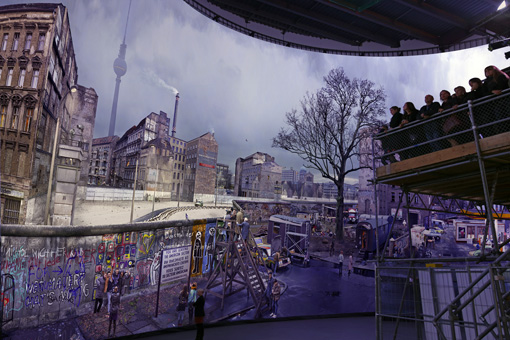
Panorama Mur. Foto T.Schulze

- DIE MAUER (Mur) można oglądać od września 2012 r. w rotundzie przy Checkpoint Charlie, która została zbudowana specjalnie na potrzeby panoramy. Przedstawia widok na Mur Berliński w listopadowy dzień lat 80. XX wieku na Sebastianstrasse, z bezpośrednim widokiem na fortyfikacje graniczne i pas śmierci NRD[1][21][22][23].

- Leipzig 1813 była pokazywana w Panometrze Leipzig od 2013 do 2015 roku. Dzieło przygotowano i udostępniono w 200-lecie bitwy pod Lipskiem. W 1813 Lipsk zamieszkiwało około 35 000 ludzi. W październiku owego roku u bram miasta zebrało się około 600 000 żołnierzy z całej Europy aby wyprzeć Napoleona i armię francuską z podbitych krajów Europy. Z wieży kościoła Św. Tomasza zwiedzający panoramę mogą podziwiać architekturę Lipska z 1813 oraz okolice, gdzie toczyły się zacięte walki[24][25]. Panorama była częścią rocznicowego roku Lipsk 1813–1913–2013[26].

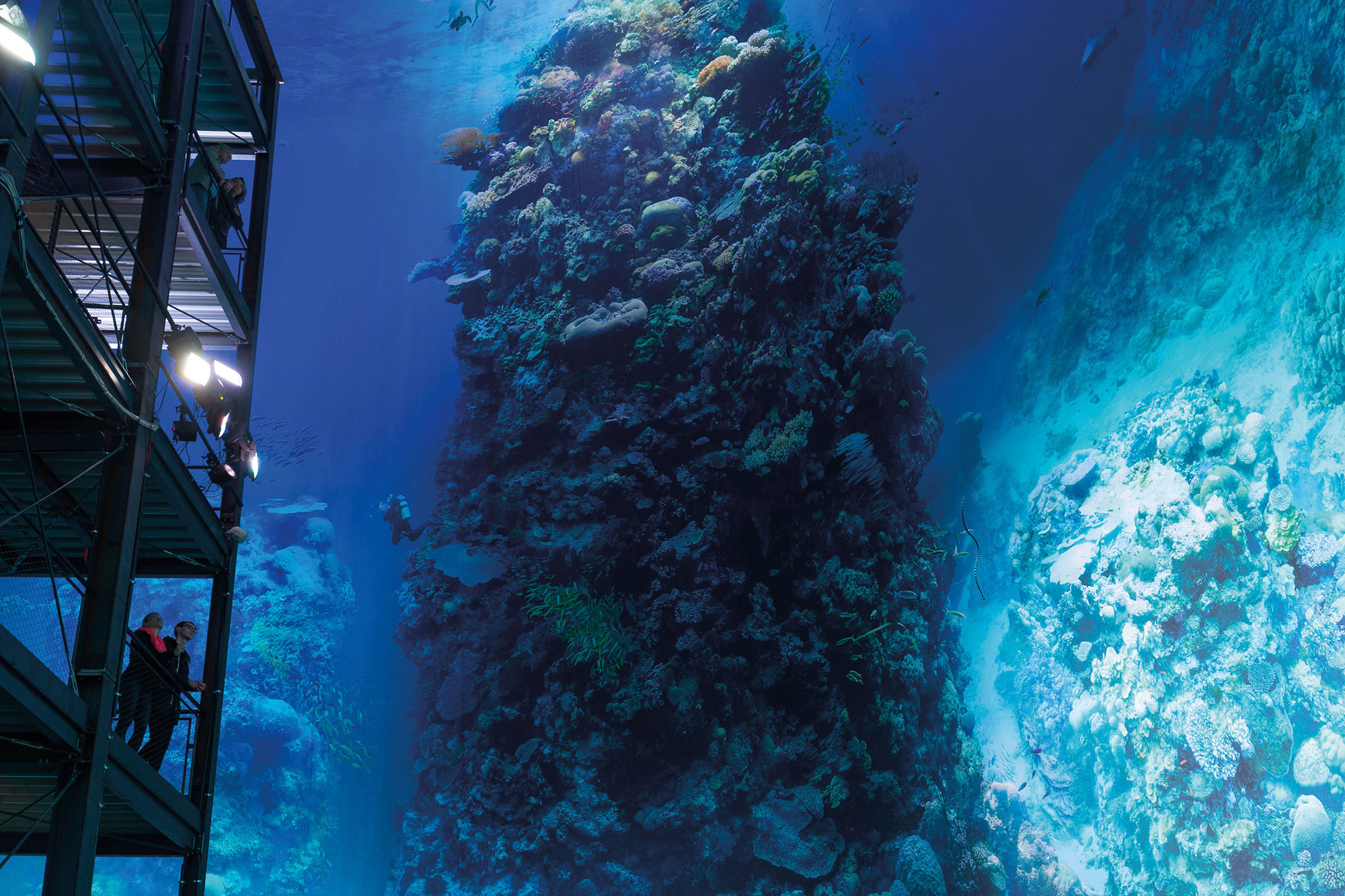
Panorama Wielka Rafa Koralowa

- Panorama Wielka Rafa Koralowa to panorama 360° przedstawiająca podwodny świat Wielkiej Rafy Koralowej na gigantycznym zdjęciu panoramicznym o powierzchni około 3500 metrów kwadratowych. Można ją było oglądać w Panometer Leipzig od 2015 do 2017 roku oraz w Rouen od 2017 do 2018 roku. Można ją oglądać w Pforzheim od listopada 2018[27][28].

- Panorama Rouen 1431 to podróż w czasie do okresu późnego gotyku we Francji, w Normandii. Premiera odbyła się w 2016 roku w Panoramie XXL w Rouen. Kwitnące miasto Rouen nad Sekwaną pokazuje zgiełk jego mieszkańców. Krajobraz miasta ukazany jest z wieży gotyckiej Katedry Najświętszej Marii Panny. Z katedry można zobaczyć kilka scen ze strasznych wydarzeń z maja 1431 roku, w tym Joannę d’Arc prowadzoną na stos. Przedstawienie postaci Joanny d’Arc jest powiązane z tematem wojny stuletniej pomiędzy Anglią a Francją[29]. W ROUEN 1431 Yadegar Asisi połączył miejsca i ludzi w panoramie, która nie wydarzyła się w tym samym czasie ani w tym samym miejscu[30].

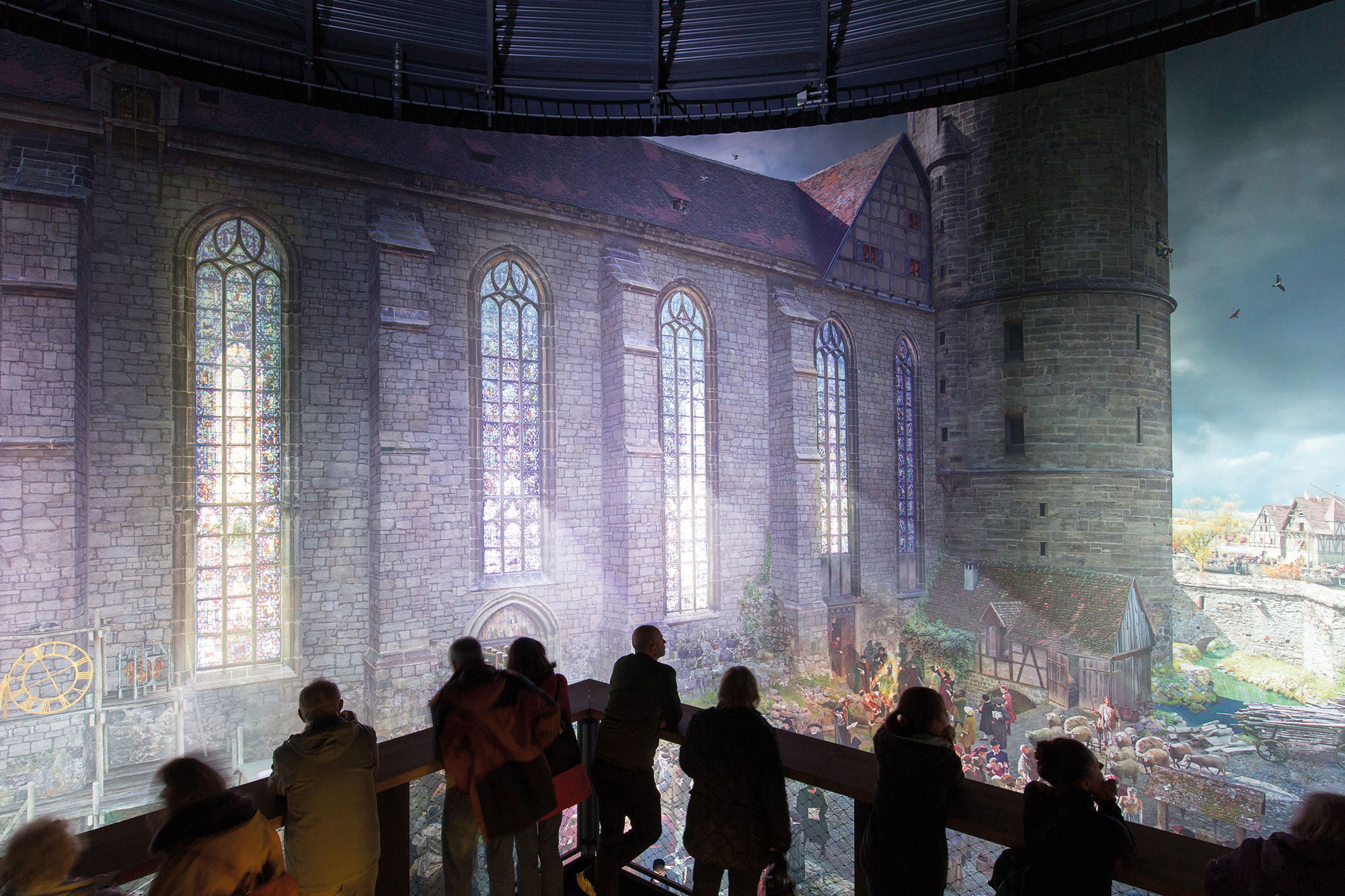
Panorama LUTHER 1517

- Panorama LUTHER 1517 pokazuje społeczeństwo sprzed 500 lat, kiedy to 95 tez Marcina Lutra dotyczących reformy kościoła zapoczątkowało ruch, który do dziś kształtuje historię i religie świata. Panoramę w Wittenberdze (niem. Lutherstadt Wittenberg) udostępniono w październiku 2016 i możliwość zwiedzania potrwa do października 2024[31]. W różnych scenach można odkryć historyczną postać Marcina Lutra. Towarzyszy mu wiele anonimowych postaci reprezentujących różne grupy społeczne. Wśród znanych postaci ówczesnego społeczeństwa można rozpoznać m.in. Lucasa Cranacha Starszego, Thomasa Müntzera i elektora Fryderyka III Mądrego[32]. Patronem projektu jest Margot Käßmann[33].

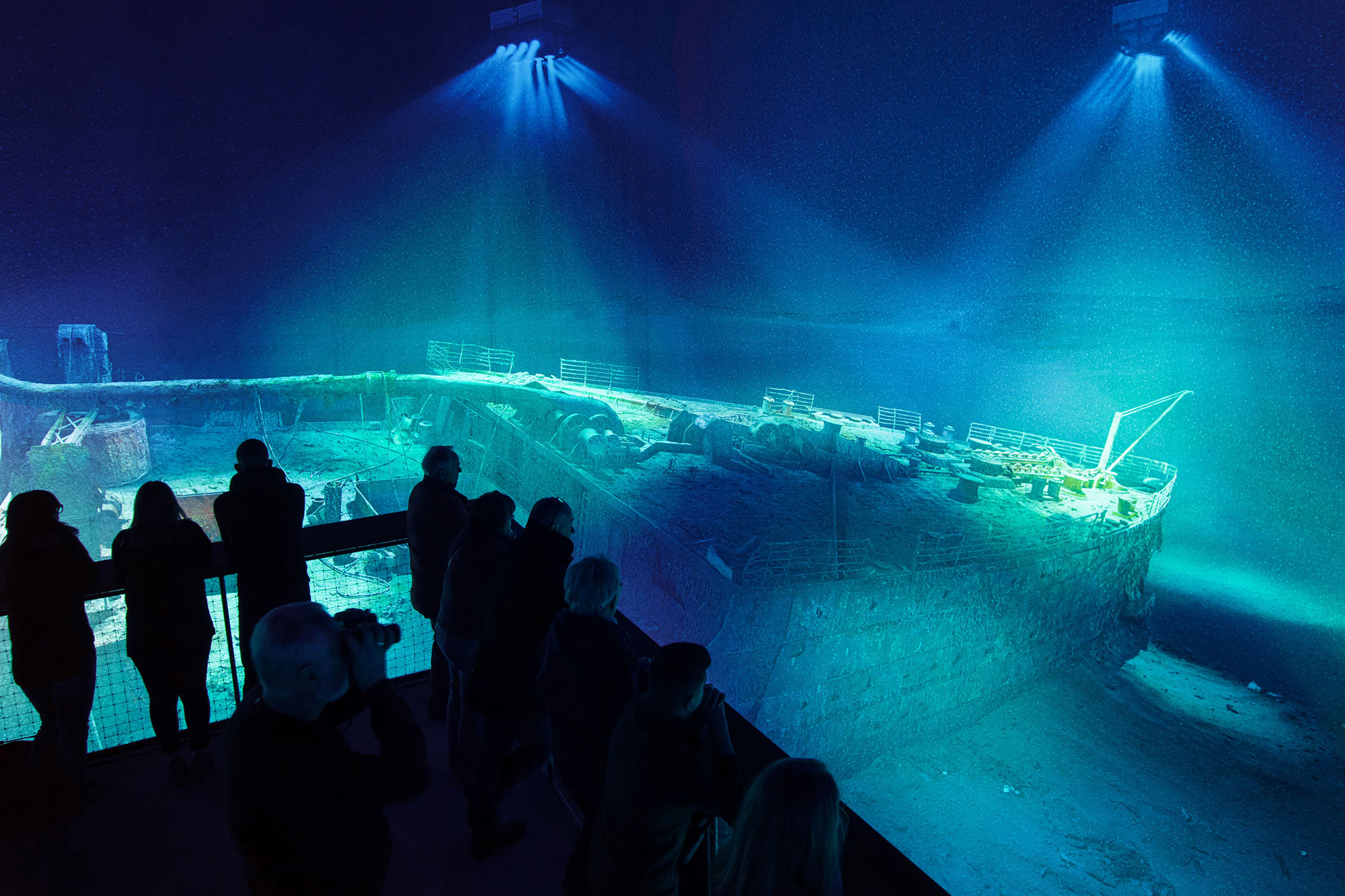
Panorama Titanic

- Panorama Titanic była wystawiana w Panometer Leipzig od stycznia 2017 do stycznia 2019. Panorama 360° zabiera zwiedzających w wyprawę do pozostałości wraku[34][35].

- CAROLAS GARTEN (ogród Caroli) w Panometer Leipzig był udostępniony do zwiedzania od stycznia 2019 do marca 2022[36]. Panorama, o wymiarach 100 × 31 metrów, pokazuje naturę na wyciągnięcie ręki, z fascynującymi roślinami i zwierzętami, w ponadwymiarowej reprezentacji. Zwiedzający przyjmują perspektywę owada. Pośrodku znajduje się gigantyczna pszczoła zapylająca rumianek. Projekt prezentuje teoretyk sztuki Bazon Brock(inne języki)[37]. Na wystawę, towarzyszącą panoramie, włączono osiem modeli owadów XXL autorstwa hamburskiej projektantki Julii Stoess(inne języki)[38].

- Panorama Katedra Moneta w Rouen, od lipca 2020, prezentuje plac Katedry w Rouen w stylu impresjonistycznym na podstawie serii obrazów przedstawiających katedrę autorstwa Claude’a Moneta. Po raz pierwszy panorama została wykonana w całości w oleju, a następnie cyfrowo powiększona i wydrukowana na płótnie o powierzchni prawie 3500 m². Wystawa wprowadzająca podejmuje dyskusję artystyczną epoki i proces powstawania panoramy[39][40].

- Panorama NEW YORK 9/11 upamiętnia ataki z 11 września 2001 w Nowym Jorku i ich wpływ globalny. Panorama przedstawia scenę wokół World Trade Center rankiem 11 września 2001 o godzinie 08:41, pięć minut przed atakami. Asisi panoramą NEW YORK 9/11 stworzył projekt antywojenny[41]. Dzieło uzupełnia wystawa ukazująca mniej widoczne konsekwencje fatalnego dnia oraz wypowiedzi świadków, którzy opowiadają o swoich osobistych doświadczeniach cierpienia. Dzieło było wystawiane w Nowym Jorku; od 9 kwietnia 2022 panorama z wystawą są udostępnione w Panometer Leipzig[42][43][44][45].

## Nagrody (wybór)
- Nagroda Miesa van der Rohe w 1989.
- Saksoński Order Zasługi 2015.
- Nagroda Specjalna 2019 w postaci nagrody im. Lucasa Cranacha w Wittenberdze[46].
- 2022 Podpisana tablica podłogowa przed Muzeum Teatralnym w Meiningen z okazji akcji charytatywnej.